# ダイバーズウォッチ

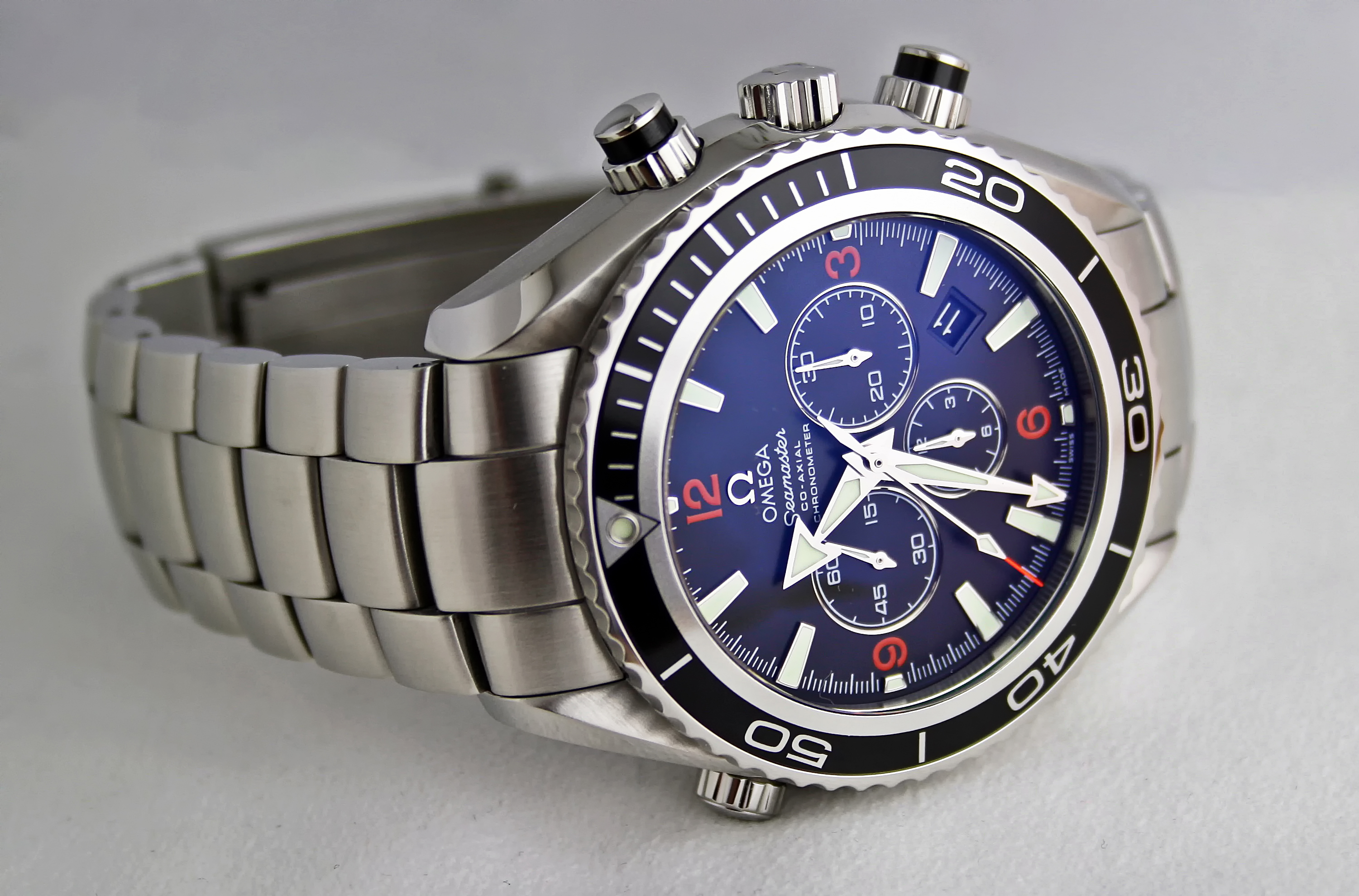
ダイバーズウォッチの例
オメガ シーマスター プラネット オーシャン クロノグラフ
飽和潜水用600m防水性能と逆回転防止ベゼルを備えている。10時方向の竜頭状のものは、ヘリウムガスエスケープバルブ。

ダイバーズウォッチ （英：Diver's watch, Diving watch） は、通常より耐水性能を強化させた腕時計のうち、特に潜水作業で高水圧にさらされる（虞のある）環境において着用されるものをいう。
より厳密に時間や気圧・ガス成分などの環境管理ができるダイビングコンピュータも使用されるようになってきている。

## 標準規格における定義
潜水時計の規格として、国際的にはISO 6425:1996、日本ではJIS B 7023:1993 において定義付けられ、要求事項が規定されている。
また、一般用耐水時計の規格として、ISO 2281/JIS B 7021がある。

### 定義
- 少なくとも水深100mの潜水に耐え、その1.25倍の水圧に耐える耐圧性（水深100mの場合は水深125m相当）があること。
- 潜水時間を管理する機能を有する。

### 要求事項
- タイムプリセレクティング装置誤操作防止機能を有すること。
- 暗所において、25cmの距離から時刻や時計の作動状態が目視できること。
- ISO 764 の規定による耐磁性能 （JIS B 7024 1種耐磁性能） を有すること。
- ISO 1413 の規定による耐衝撃性能を有すること。
- 濃度3%の食塩水の中に24時間保持した後、ケース・付属品に大きな異常が無く、可動部分が正常に作動する耐塩水性を有すること。
- 水深30cm・50時間浸漬試験において、試験中に水中で回転ベゼルなどの操作ができ、試験後に内部に浸水せず、全ての機能が正常に作動すること。
- リストバンドを締めた状態で200ニュートンの引っ張り応力に耐え、時計部品が外れたりずれたりしない耐久性能を有すること。
- 竜頭部に5ニュートンの外力を加えた状態で1.25倍の水圧中に10分間保持しても機能に異常が無いこと。
- 摂氏40度の水中に10分間、摂氏5度の水中に10分間浸し、温度変化に耐えられ、内部へ浸水しない耐温度衝撃性能を有すること。
- 表示圧の1.25倍の圧力を水中で2時間加圧しても内部に浸水せず、加圧中・加圧後に時計が作動している水密性能を有すること。
- 耐ヘリウムガス性を考慮した飽和潜水用時計についてはヘリウム混合ガス加圧試験を実施したのちに機能に異常が無いこと。

## 機能

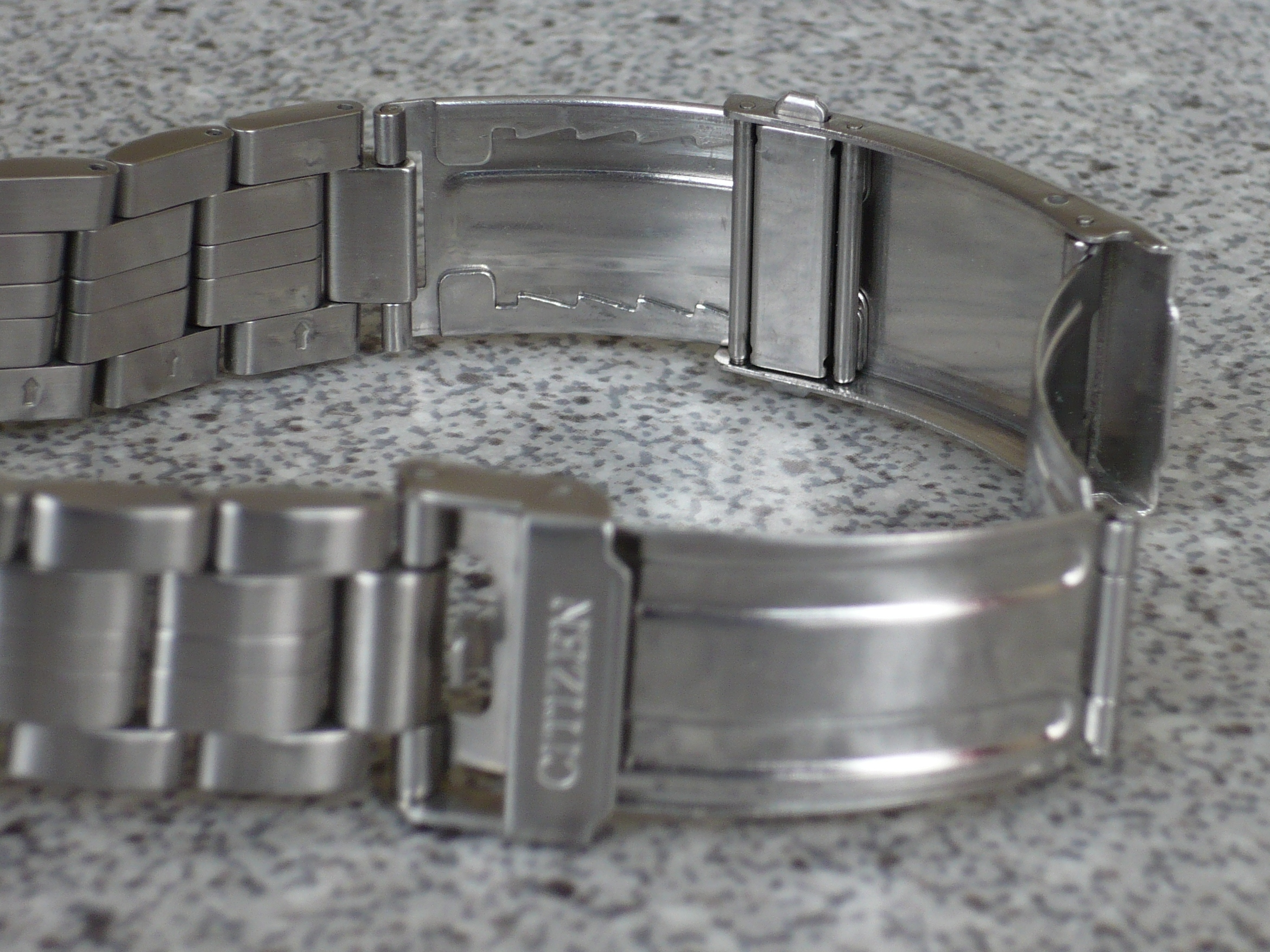
シチズン プロマスターの金属ブレスレットに搭載したエクステンション機構（写真奥）

ダイバーズウォッチとして必ずしも必要ではないものも含まれるが、一般的なものを挙げる。
逆回転防止ベゼル
標準規格における潜水時間を管理する機能は一般的には回転ベゼルがこれに相当する。
ベゼルにインデックスが5分刻みに記され、ベゼルを手で回転させて時計の針（時刻）に合わせて使用する。潜水作業において一目で何分潜ったかわかるようにするための機能である。セットした後に誤って回転した場合に経過時間を実際より短く読むのを避けるため、時計回りには回転しないようになっている。装飾等のためにダイバーズウォッチでない時計に装備されることもある（両回転するものもある）。
ヘリウムガスエスケープバルブ
飽和潜水や潜水艦、減圧チャンバーなどの高圧下では窒素中毒を起こすために、ヘリウムと酸素の混合ガスを使用する。その時に分子の小さいヘリウムは防水として設計された時計の内部にも侵入してしまう。このままでは減圧時、圧力が高いヘリウムは時計を損傷してしまうため、時計ケース内に侵入したヘリウムガスを強制的に排出し、ケース内外の急激な圧力差で時計ケースが破損するのを防止する。自動式の機構としては内圧（空気・ヘリウムガス）は外に解放し、外圧（高水圧）は進入させないようになっている。オメガなどではバルブを手動で開放するようになっている。
蓄光インデックス・針
標準規格において光の届きにくい深海作業での視認性を確保することが求められているが、一般的にはインデックス・針および回転ベゼル0分位置に蓄光塗料が厚めに塗布されている。
エクステンション機構付きブレスレット
金属製ブレスレットを採用している腕時計は通常はブレスレットの長さを任意に調節できないが、ダイビングスーツの上から装着できるように、バックル部分に素早く任意長さもしくは30mm程度の設定されている長さ分の伸縮ができる機構を持つものがある。

## 防水性能
JIS規格において「○○m防水」と表示できるものはダイバーズウオッチ（2種潜水時計/1種潜水時計）のみとされる。